# Lioptilodes tribonia
Lioptilodes tribonia là một loài bướm đêm thuộc chi Lioptilodes, có ở Chile và Peru. Loài bướm này bay vào tháng 1 và tháng 7, và có sải cánh khoảng 15-16 milimét.